# Apryngiusz z Beja
Apryngiusz z Beja (VI wiek) – biskup Béja w Portugalii, pisarz łaciński. Autor zachowanego jedynie fragmentarycznie Komentarza do Apokalipsy.